# Vaucivèira
Valcivières és un municipi francès situat al departament del Puèi Domat i a la regió d'Alvèrnia-Roine-Alps. L'any 2007 tenia 219 habitants.

## Demografia

### Població
El 2007 la població de fet de Valcivières era de 219 persones. Hi havia 92 famílies de les quals 28 eren unipersonals (16 homes vivint sols i 12 dones vivint soles), 24 parelles sense fills, 32 parelles amb fills i 8 famílies monoparentals amb fills.
La població ha evolucionat segons el següent gràfic:
Habitants censats

### Habitatges
El 2007 hi havia 352 habitatges, 97 eren l'habitatge principal de la família, 238 eren segones residències i 17 estaven desocupats. 346 eren cases i 6 eren apartaments. Dels 97 habitatges principals, 84 estaven ocupats pels seus propietaris, 9 estaven llogats i ocupats pels llogaters i 4 estaven cedits a títol gratuït; 7 tenien dues cambres, 23 en tenien tres, 33 en tenien quatre i 34 en tenien cinc o més. 45 habitatges disposaven pel capbaix d'una plaça de pàrquing. A 42 habitatges hi havia un automòbil i a 38 n'hi havia dos o més.

### Piràmide de població
La piràmide de població per edats i sexe el 2009 era:
| Homes | Edats   | Dones |
| ----- | ------- | ----- |
| 0     | 95 o +  | 0     |
| 4     | 90 a 94 | 0     |
| 0     | 85 a 89 | 0     |
| 4     | 80 a 84 | 4     |
| 12    | 75 a 79 | 16    |
| 0     | 70 a 74 | 4     |
| 16    | 65 a 69 | 4     |
| 12    | 60 a 64 | 0     |
| 4     | 55 a 59 | 12    |
| 0     | 50 a 54 | 8     |
| 8     | 45 a 49 | 8     |
| 4     | 40 a 44 | 0     |
| 8     | 35 a 39 | 4     |
| 16    | 30 a 34 | 8     |
| 8     | 25 a 29 | 4     |
| 0     | 20 a 24 | 0     |
| 0     | 15 a 19 | 4     |
| 0     | 10 a 14 | 0     |
| 8     | 5 a 9   | 8     |
| 0     | 0 a 4   | 8     |

## Economia
El 2007 la població en edat de treballar era de 129 persones, 94 eren actives i 35 eren inactives. De les 94 persones actives 83 estaven ocupades (46 homes i 37 dones) i 11 estaven aturades (7 homes i 4 dones). De les 35 persones inactives 17 estaven jubilades, 6 estaven estudiant i 12 estaven classificades com a «altres inactius».

### Ingressos
El 2009 a Valcivières hi havia 106 unitats fiscals que integraven 225,5 persones, la mediana anual d'ingressos fiscals per persona era de 13.439 €.

### Activitats econòmiques
Dels 19 establiments que hi havia el 2007, 1 era d'una empresa extractiva, 2 d'empreses de fabricació d'altres productes industrials, 5 d'empreses de construcció, 1 d'una empresa de comerç i reparació d'automòbils, 1 d'una empresa de transport, 2 d'empreses d'hostatgeria i restauració, 1 d'una empresa d'informació i comunicació, 1 d'una empresa immobiliària, 4 d'empreses de serveis i 1 d'una empresa classificada com a «altres activitats de serveis».
Dels 7 establiments de servei als particulars que hi havia el 2009, 2 eren paletes, 2 fusteries, 1 lampisteria, 1 perruqueria i 1 restaurant.
L'any 2000 a Valcivières hi havia 18 explotacions agrícoles que ocupaven un total de 354 hectàrees.

## Poblacions més properes
El següent diagrama mostra les poblacions més properes.